# ポーポー (芸術家)
ポーポー（Po Po; 1957年-) はミャンマーのインスタレーション・パフォーマンスの芸術家である。ポーポーの作品は日本、韓国、ドイツのベルリンで展示されている。

## 来歴
ポーポーは1957年にミャンマーのパテインで生まれた。彼の正式な名前はフラウー（Hla Oo）である。芸術は独学によるものである。1987年以来ポーポーは数多くの個展を開いており横浜トリエンナーレ（日本）、光州ビエンナーレ（韓国）、福岡トリエンナーレ（日本）、世界文化の家（ベルリン）に作品を出展している。2004年5月の報告では、ポーポーは孤立や貧困の中で印象的な作品を制作しているミャンマーの若手芸術家の1人であると説明されている。しかし彼は1999年の福岡アジア美術館のイベントに参加したりするために旅行ができる数少ない「現代の」ミャンマー人アーティストの1人である。またポーポーはベトナムのサイゴンオープンシティ（英: Saigon Open City）にも参加することができている。2010年6月、彼はオサゲ芸術基金（Osage Art Foundation）で講演するためにシンガポールを訪問した。

## 作品
ポーポーと彼同様独学の芸術家であるアウンミン（Aung Myint）はミャンマーのパフォーマンスアート分野の草分けであり、このうちポーポーは1997年に30分間の精力的なパフォーマンスを披露している。ポーポーはミャンマーで初めてこの芸術形式を実践した者として広く認められている。彼の作品の多くは遊び心があり、衝動的ではあるが皮肉が利いており、また親しみやすいものである。しかし中には挑発的で衝撃的な作品も見られる。2010年5月から6月にかけてシンガポールのオサゲ回廊（Osage Gallery）で展示された彼のインスタレーション作品「棚田」（英: rice terrace） には1000個の発泡スチロールの箱が使われたが、箱一つ一つに約100粒の稲籾が入れられ、そうした箱が回廊の泥のテラスに配置された。ポーポーはぽっかりと開いた共同墓地を特徴とする彼のコンピューター・インスタレーション作品「死者の叫び」（英: Scream of the Dead）について、ミャンマーや今日の世界における生の暗喩として説明している。彼の作品は思慮深く深みに満ちたものである。写真による作品ではポーポーはキュビズムの要素を採り入れているが、それを彼は絵画への「理知的なアプローチの最高状態」であると考えている。ある批評家は「彼の作品はせいぜい、存在の軽さを、楽しく、辛うじてそのように反映している」と述べている。